# Josef Egger (Schauspieler)
Josef Egger, eigentlich Joseph Egger (* 22. Februar 1889 in Donawitz; † 29. August 1966 in Gablitz), war ein österreichischer Schauspieler.

## Leben

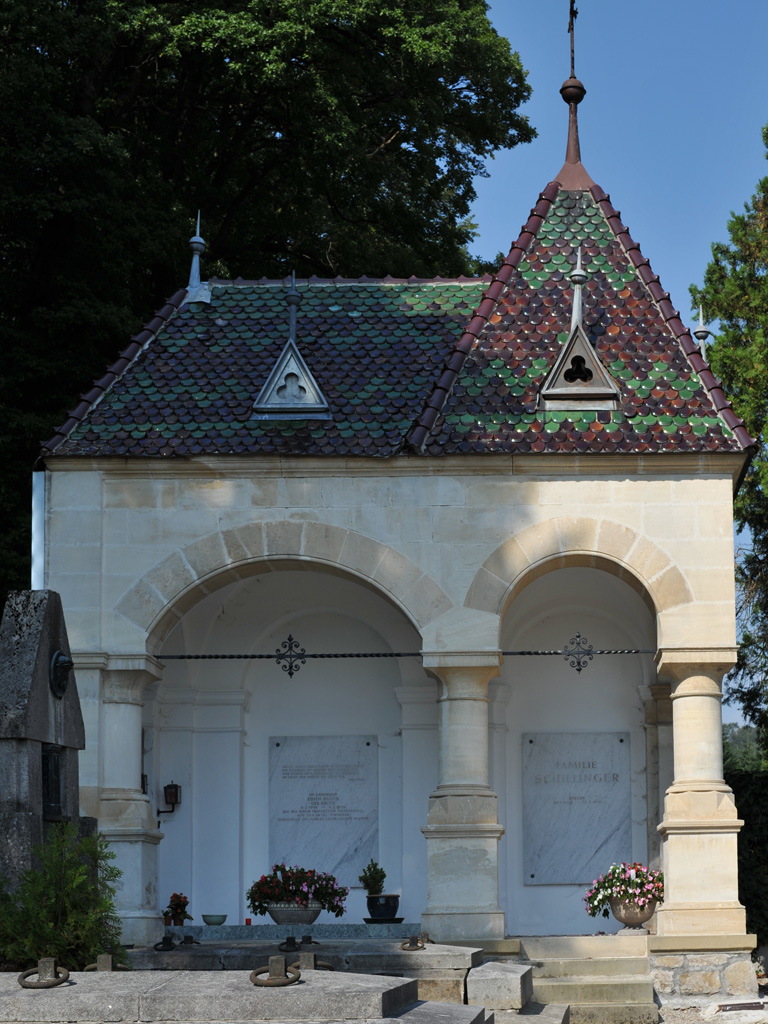
Grabkapelle der Familie am Friedhof in Gablitz

Josef Egger wurde 1907 Sekretär und 1908 Bürochef beim Stadttheater Leoben, wo er auch kleinere Rollen übernahm. Er entschied sich für den Schauspielerberuf und spielte danach unter anderem in Linz. 1915 erhielt er ein Engagement am Raimundtheater in Wien.
Egger übernahm in den zwanziger Jahren meist komische Rollen in Operetten und trat außer am Raimundtheater an verschiedenen Wiener Bühnen auf. Anfang der 1930er Jahre erschien er am Deutschen Theater in München. Zu dieser Zeit erhielt er die ersten Filmangebote.
Häufig spielte er an der Seite von Hans Moser nur kleine Nebenrollen, wie einen Gerichtsvollzieher in Schrammeln, einen Amtsdiener in Liebe ist zollfrei, einen Postboten in Der Herr Kanzleirat. Charaktere mit tschechischem Akzent waren seine Spezialität. In den wenigen Hauptrollen, etwa als Windischgruber in Der Hofrat Geiger oder als Frosch in Géza von Bolvárys Die Fledermaus, konnte er zeigen, dass er zwar viel Charakter-Originalität besaß, aber in der Ära Hans Mosers war zumeist nur Platz für einen "originellen Kauz". Am Ende seiner Karriere spielte Josef Egger dann noch zwei seiner bekanntesten Rollen: einen Totengräber im Italo-Western Für eine Handvoll Dollar (1964) und einen schrulligen Alten in der Fortsetzung Für ein paar Dollar mehr aus dem Jahr darauf.
Sein Grab befindet sich auf dem Friedhof von Gablitz.

### Familie
Josef Egger war verheiratet und hatte drei Söhne. Einer starb jung, der zweite wurde ein bekannter klassischer Pianist (in der Radioübertragung zur Unterzeichnung des Staatsvertrags 1955 spielte er live) und wanderte später nach Brasilien aus. Der jüngste, Josef Egger jun. (geb. 1925, gest. 2022), trat zuerst in die Fußstapfen des Vaters, entschied sich aber nach einem kurzen Engagement am Stadttheater Baden zu einer Karriere als Vertreter von Großkonzernen wie Suchard und Westinghouse. Er unterstützte kulturelle Projekte in Spanien, Österreich und in der Schweiz.

## Filmografie
- 1935: Im weißen Rößl
- 1936: Der Postillon von Lonjumeau
- 1936: Mädchenpensionat
- 1940: Das Jüngste Gericht
- 1941: Liebe ist zollfrei
- 1943: Reisebekanntschaft
- 1943: Das Ferienkind
- 1944: Musik in Salzburg
- 1944: Die goldene Fessel
- 1944: Schrammeln
- 1944/46: Die Fledermaus
- 1947: Der Hofrat Geiger
- 1948: Die Verjüngungskur
- 1948: Der Herr Kanzleirat
- 1950: Gruß und Kuß aus der Wachau
- 1950: Hochzeitsnacht im Paradies
- 1950: Auf der Alm, da gibt’s koa Sünd
- 1950: Kind der Donau
- 1950: Der Seelenbräu
- 1951: Das Herz einer Frau
- 1951: Verklungenes Wien
- 1951: Valentins Sündenfall
- 1951: Der Fünfminutenvater
- 1951: Frühling auf dem Eis
- 1951: Hochzeit im Heu
- 1951: Tanz ins Glück
- 1951: Eva erbt das Paradies
- 1951: In München steht ein Hofbräuhaus
- 1952: Die Wirtin von Maria Wörth
- 1952: Der Obersteiger
- 1953: Seesterne
- 1953: Eine Nacht in Venedig
- 1953: Das singende Hotel
- 1953: Wetterleuchten am Dachstein
- 1954: Columbus entdeckt Krähwinkel
- 1954: Konsul Strotthoff
- 1954: Die Perle von Tokay
- 1954: Verliebte Leute
- 1955: Zwei Herzen und ein Thron
- 1955: Die Wirtin an der Lahn
- 1955: Rauschende Melodien
- 1956: Das alte Försterhaus
- 1956: Sissi, die junge Kaiserin
- 1956: Wo die Lerche singt
- 1956: Die Fischerin vom Bodensee
- 1956: Die gestohlene Hose
- 1956: Das Erbe vom Pruggerhof
- 1956: Bademeister Spargel
- 1956: Liebe, Sommer und Musik
- 1957: Almenrausch und Edelweiß
- 1957: Der schönste Tag meines Lebens
- 1957: Siebenmal in der Woche
- 1957: Hoch droben auf dem Berg
- 1957: Vater macht Karriere
- 1957: Heimweh … dort, wo die Blumen blühn
- 1957: Weißer Holunder
- 1958: Christine
- 1958: Wehe, wenn sie losgelassen
- 1958: Hoch klingt der Radetzkymarsch
- 1959: Mikosch im Geheimdienst
- 1960: Sooo nicht, meine Herren!
- 1960: Hohe Tannen (Köhlerliesel)
- 1961: … und du mein Schatz bleibst hier
- 1961: Im schwarzen Rößl
- 1962: Tanze mit mir in den Morgen
- 1963: Die lustigen Vagabunden
- 1963: Der Musterknabe
- 1964: Rote Lippen soll man küssen (Die ganze Welt ist himmelblau)
- 1964: Liebesgrüße aus Tirol
- 1964: Für eine Handvoll Dollar (Per un pugno di dollari)
- 1964: Die Goldsucher von Arkansas
- 1965: Ein Ferienbett mit 100 PS
- 1965: Die schwarzen Adler von Santa Fe
- 1965: Für ein paar Dollar mehr (Per qualche dollaro in più)